# Cuatro de Octubre
Cuatro de Octubre är en ort i Mexiko.   Den ligger i kommunen Arteaga och delstaten Coahuila, i den centrala delen av landet, 700 km norr om huvudstaden Mexico City. Cuatro de Octubre ligger 1 586 meter över havet och antalet invånare är 503.
Terrängen runt Cuatro de Octubre är varierad. Runt Cuatro de Octubre är det glesbefolkat, med 9 invånare per kvadratkilometer. Närmaste större samhälle är Saltillo, 11,5 km väster om Cuatro de Octubre. Omgivningarna runt Cuatro de Octubre är i huvudsak ett öppet busklandskap.